# Good Deeds
Good Deeds is een Amerikaanse dramafilm uit 2012 geregisseerd door Tyler Perry. De film ontving slechte recensies maar was toch een succes in de bioscopen. De film was genomineerd voor twee Razzies voor slechtste acteur en regisseur (allebei voor Perry), maar won er geen.

## Rolverdeling
- Tyler Perry - Wesley Deeds
- Thandie Newton - Lindsey Wakefield
- Gabrielle Union - Natalie
- Eddie Cibrian - John
- Brian J. White - Walter Deeds
- Jordenn Thompson - Ariel
- Phylicia Rashad - Wilimena Deeds
- Beverly Johnson - Brenda
- Rebecca Romijn - Heidi
- Jamie Kennedy - Mark Freeze